# Little River (biflöde till Cariboo River)
Little River är ett vattendrag i Kanada.   Det ligger i provinsen British Columbia, i den centrala delen av landet, 3 400 km väster om huvudstaden Ottawa. 
I omgivningarna runt Little River växer i huvudsak barrskog. Trakten runt Little River är nära nog obefolkad, med mindre än två invånare per kvadratkilometer.